# Filament (astronomie)
Filamenty (vlákna, galaktická vlákna) představují největší známé struktury ve vesmíru. Jsou to vláknité formace s typickou délkou 50 až 80 megaparseků (163 až 261 milionů světelných let). Tvoří hranice mezi velkými prázdnotami. Filamenty se skládají z gravitačně svázaných galaxií. Oblasti, kde se nachází velké množství kup a skupin galaxií, se nazývají nadkupy galaxií.